# Evacanthus albomaculatus
Evacanthus albomaculatus är en insektsart som beskrevs av Cai och Shen 1997. Evacanthus albomaculatus ingår i släktet Evacanthus och familjen dvärgstritar. Inga underarter finns listade i Catalogue of Life.